# 中華民國臺灣地區入出境許可證
中華民國臺灣地區入出境許可證，俗稱「入臺證」，是中華民國內政部移民署發給中國大陸人民及港澳居民，用以出入中華民國臺灣地區的證件。持有有效中華民國護照及外國護照或旅行證件者不得申請。入臺證有單次證、逐次證、一年多次證、兩年多次證、三年多次證之分。另外，中華民國無戶籍國民在申請居留證副本和定居時，及外國人在定居時，亦會獲發同樣名稱的證件。
舊版入臺證的機讀區（Machine Readable Zone）代碼中，第一個符號（表示證件型式［Type］）為「H」或「M」，與用於表示護照的「P」和表示簽證的「V」不同。在1980年代至1990年代，允許多次進出臺灣的入臺證稱為「中華民國臺灣地區多次入出境證」，外表為一本粉藍色簿，封面印上中華民國國旗以及單次使用的「中華民國大陸同胞旅行證」，後來即稱為「中華民國臺灣地區入出境許可證」，外表為深藍色簿，沒有中華民國國旗，持證人可持憑有效經核可旅行證件配合入臺證多次入出境臺灣。而現時之入台許可證，皆為A4大小的紙張，樣式也均類似。
中華民國護照持有人不得申請入臺證，或持入台證入境臺灣。惟若於海外遺失中華民國護照未及補辦新照而須返台者，可於繳驗證件確認身分無誤後先行由航空或船運公司搭載回台，並於入境口岸由移民署製發單次入境許可(入國證明書)，該許可亦使用此入台證規格樣式。
最初時，港澳居民申請入臺證，必須到臺北經濟文化辦事處（香港）或臺北經濟文化辦事處（澳門）申请。如今，合資格來臺的香港及澳門居民可透過網際網路申請入臺證，出入境時須持憑查驗。
- 中華民國臺灣地區入出境許可證（多次）封面-舊版
- 中華民國臺灣地區入出境許可證封面（港澳居民落地簽或中華民國護照持有人單次入境用-舊版）

## 申請方式

### 港澳居民申請方式
- 香港和澳門居民之中華民國入境证記錄副本（已失效的歷史文件）

在2010年9月之前，香港及澳門合資格的居民（即在香港／澳門出生或曾以港澳居民身份來臺）者，若要申請單次入臺證，需要先在相關網頁填寫資料，然後持收件編號、有效期六個月以上之香港特別行政區護照或英國國民（海外）護照及香港身份證／有效期六個月以上之澳門特別行政區護照或1999年前取得之葡萄牙護照及澳門身份證正本到中華旅行社，中華旅行社的香港國際機場辦事處／臺北經濟文化辦事處（澳門）領取臨時入境停留通知單。入臺證有效期為三個月，費用為港幣七十五元，可出入境兩次，每次停留三十天。只可在桃園國際機場、高雄國際機場或臺中國際機場出入境；預先辦理入臺證者，可以透過小三通或兩岸包機出入臺灣。
2010年9月起，港澳居民進行網路申請手續後，只要自行列印入出境登記表即可，不需要付款及預先再到機場或相關單位領取入台證，此舉幾乎等同於免簽證待遇。然而，如非合資格的港澳居民或申請其他種類的入臺證，仍然需要親至臺北經濟文化辦事處（香港）／臺北經濟文化辦事處（澳門）辦理申請手續。現時經網上辦理入臺證的港澳居民，入臺證有效期為三個月，可以停留最多三十天，但只可以入出境一次，之後要再重新上網申請。
2017年起，台灣原為要求旅客具備6個月以上有效期的護照以及有效入台證才可入境，然而台灣陸委會於2017年修訂《入出國查驗及資料蒐集利用辦法》，香港及澳門居民現時入境台灣的護照有效期已放寬至3個月以上。

#### 港澳居民臨櫃申請
第一次訪台灣之香港、澳門居民，或香港、澳門居民未於香港或澳門之臺灣代表機構申領入臺證，或未先於移民署網站申辦入台許可並列印者，可於抵達臺灣時，持有效期六個月以上之上述港澳有效旅行證件正本到桃園國際機場、臺中國際機場、高雄國際機場、台北松山機場、基隆港、臺中港、高雄港、金門水頭碼頭、馬祖福澳港或澎湖馬公港申請短期停留入臺許可，有效期為30天，費用為新臺幣300元， 但只可出入境一次，且入境時仍應填寫入國登記卡。臨櫃申請即落地签证: 在港澳地区出生者， 目前可凭有效旅行证件，不必事先申請并取得入臺證，可直接以落地签证进入臺灣地區。而非港澳地区出生者，若于1983年以后曾经申請并或得过入臺證，有过入境记录，也不必再次申請入臺證，可以凭移民署电脑记录或护照记录，直接以落地签证方式进入臺灣地區。
在中國大陸未註銷戶籍或持有中華人民共和國護照的香港、澳門永久性居民及持有香港簽證身份書的香港居民和持有澳門非永久居民身份證的澳門居民（合資格港澳人士之隨行配偶或二親等內血親者除外）只可以循旅居香港、澳門之大陸地區人民之途徑申請入台證。實務上以查核首次以港澳居民身分來台的大陸出生之港澳人士是否持有中華人民共和國出入境管理局簽發的港澳居民來往內地通行證（回鄉證）作準。

### 中國大陸人民申請方式
- 中華民國臺灣地區入出境許可證樣本
- 2014年簽發的舊版多次中華民國台灣地區入出境許可證
- 中華民國臺灣地區入出境許可證上的新版中華民國入出境章

開放中國大陸旅客來台觀光後，在中國大陸工作和生活之中國大陸居民是由旅行社代辦入臺證，開放初期一般為在台灣移民署櫃台窗口領證，並配合中國大陸當局簽發的大陸居民往來臺灣通行證或中華人民共和國護照一併查驗。凡以個人及組團名義赴臺灣旅遊（移民署歸類為第一類觀光）者，亦可透過代辦旅行社網路申請來臺許可，而旅居在中國大陸以外（第三類觀光）的則可通過所在國中華民國領事館或台北經濟文化事務處以及移民署網站申請。
經移民署核准，可自行列印紙本入臺證（須彩色列印，黑白影印無效）並配合有效大陸居民往來臺灣通行證來臺觀光，該入出境許可證樣式為A4大小，與曾經流通之入出境許可證有別，惟仍統稱為入臺證。

#### 申请所需财力证明
以下五项条件满足任何一项即可。
- 相当于人民币2.5万元以上的银行存款或金融机构开立的已存一个月以上的存款证明（存款无需冻结）。
- 最近一个月内超过2.5万元人民币的银行流水单（须盖有银行或金融机构章戳）。
- 年薪資收入相当于人民币12.5万元以上的薪资证明文件。
- 银行核發的信用卡（必须是金卡或金卡以上）扫描件。
- 美國、加拿大、英國、日本、澳洲、紐西蘭、韓國及申根等國家或地區之有效居留證、永久居留證或有效簽證。

#### 申请所需文件
- 办理入台证所需资料（一般成年人）
  - 大陆居民往来台湾通行证及签注（第三类观光则应持有有效的中华人民共和国护照）
  - 大陸地區居民身份证正反面影印扫描
  - 户口簿（第三类观光无需提供）
  - 2吋照片
  - 紧急聯絡人身份证正反面、户口簿（有紧急聯絡人的页面）
  - 财力证明（四选一）
  - 行程表

- 办理入台证所需文件（就學簽證）
  - 带相片的学生证或学校开具的在读证明，无需财力证明
  - 大陆居民往来台湾通行证及签注（第三类观光则应有有效的中华人民共和国护照）
  - 大陸地區居民身份证正反面影印扫描
  - 户口簿/人口卡，若是学校集体户口则需学校的集中户口簿（第三类观光无需提供）
  - 2吋照片
  - 紧急聯絡人表，与紧急聯絡人的身份证明，紧急聯絡人身份证正反面、户口簿（有紧急聯絡人的页面）影印本
  - 行程表

## 單次入境許可
中華民國護照持有人若於海外遺失護照未及辦理新照而須先行返台者，可事先請載客之交通運輸業者（如航空公司、輪船公司等）與移民署通報並申請搭載許可，經繳驗證件確認身分無誤後先予登機（船），搭載返台，再於入境口岸配合機（船）公司之申請許可書，由移民署發給單次入境許可證，該證亦使用入台證規格及樣式。單次入境許可限該次入境使用，且入境後應即持憑此證辦理新護照。

## 入金证
如果来访人士是中國大陸人民，仅是前往金门县、连江县、澎湖县地区，可以申请标有“限停留金门马祖澎湖地区”的中华民国台湾地区入出境许可证（俗称“入金证”）。過去，入金证无需提前申请，可在入境时提出申请，费用为400元新台币。2024年9月27日大陸恢复福建居民办理往来台湾通行证赴金门旅游签注后至今，入金證需向中國大陸旅行社代辦，從2025年7月30日起，申請的入金證不再標註澎湖，屆時將無法前往澎湖，但未有相關政策說明原因。

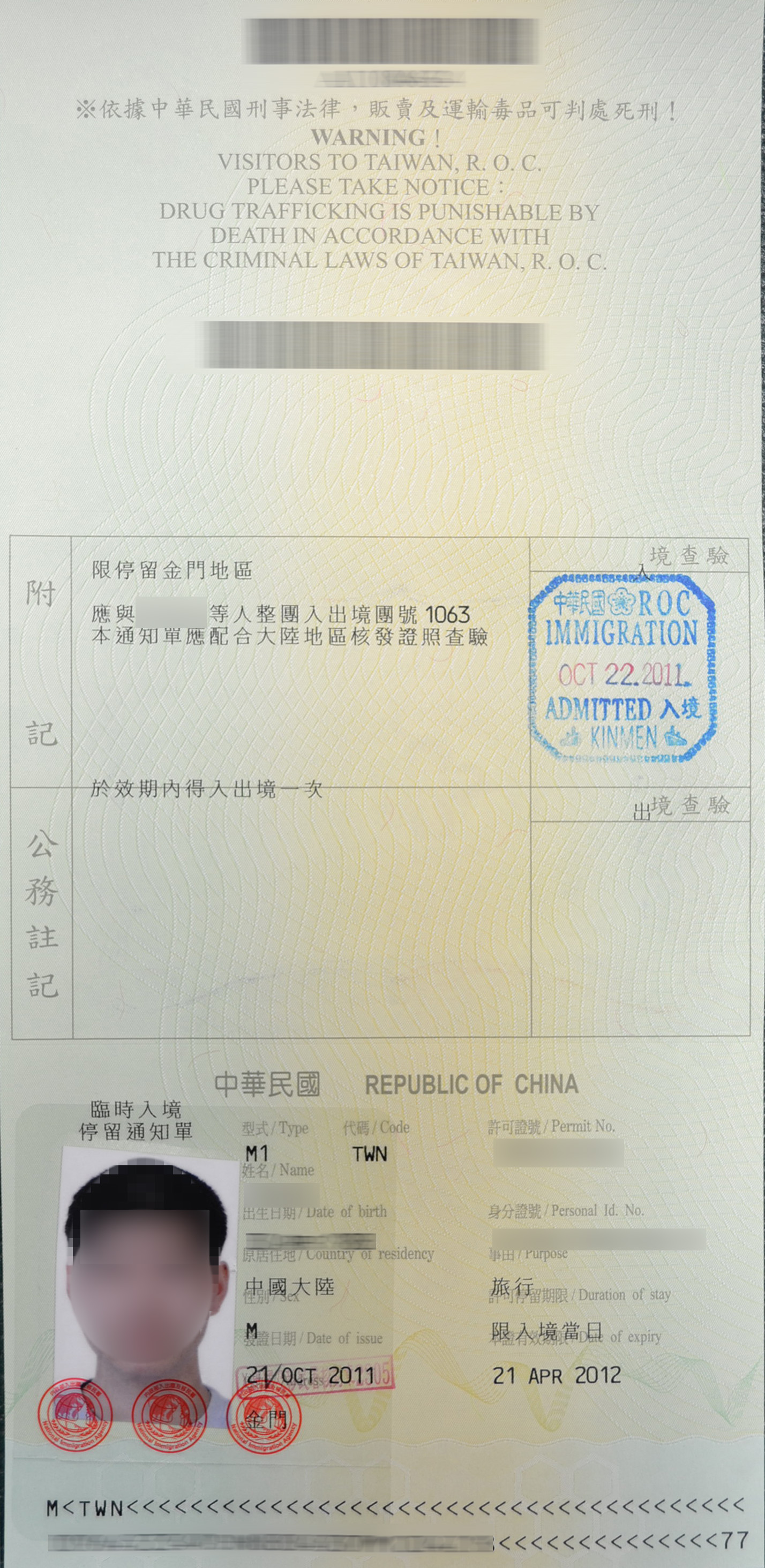
2012年簽發的舊版中華民國台灣地區入出境許可證（僅限停留金門地區）內頁

## 过境
中國大陸人民及港澳居民经桃园机场持有联程机票当日转机且不入境的情况下，无需申领和使用入台证，仅需持有有效的国际旅行证件（如护照、旅行证、香港签证身份书等）。
但是，持中华人民共和国护照的旅客若从中国大陆出发，除非从重庆、南昌或者昆明出发经台湾转机前往其他地区，仍需持有往来台湾通行证及有效的签注（团队旅游除外），方可通过中国边检检查。

## 备注
1. ↑  有意見認為，目前基於中華民國的主權主張，擁有中華人民共和國公民身份的陸港澳居民法理上仍是中華民國國民。根據最新2023年5月24日行政院發出之院臺法長字第1121023848號函釋，「中國大陸人民不具有中華民國國籍，非屬中華民國國民」。

## 外部連結
- 內政部移民署. .
- 內政部移民署. .
- 內政部移民署. .